# 海辺野ジョー
海辺野ジョー（うみべのじょー、1975年生まれ）は、日本の女性漫画家。「海辺野ジョー」はペンネームで本名は非公開。
沖縄県出身。

## 作品
- この恋、配信中（電書バト）
- お部長と平田（電書バト）
- 花bee（電書バト）
- バレた日（エルシーラブブックス）
- 迷い道の途中（エルシーラブブックス）
- 僕の女神（エルシーラブブックス）
- 俺サマのとりこ（エルシーラブブックス）
- シンデレラになる方法（エルシーラブブックス）
- シンデレラになる方法2（ラブコスメ）
- ローターボーイズ（ラブコスメ）